# ITマネジメント
ITマネジメント (英: information technology management)は、企業のすべての情報技術リソースがそのニーズと優先順位に従って管理される分野である。これらのリソースには、コンピューターハードウェア、ソフトウェア、データ、ネットワーク、データセンター施設などの具体的な投資、およびそれらを維持するために雇用されたスタッフが含まれる場合がある。
企業内でこの責任を管理するには、予算編成、人員配置、変更管理、整理と制御などの基本的なマネジメント能力の多くに加えて、ソフトウェア設計、ネットワーク計画、技術サポートなどの技術に固有のスキルや知識が必要である。 

## 概要
ITマネジメントの中心的な目的は、テクノロジーを使用して価値を生み出すことです。これを実現するには、事業戦略とテクノロジーを調整する必要があります。
ITマネジメントは経営情報システムとは異なります。後者は、人間の意思決定の自動化またはサポートに関連する管理方法を指します。 ITマネジメントとは、組織におけるIT関連のマネジメント活動を指します。 MISは主にビジネスの側面に焦点を当てており、ビジネス/組織のテクノロジーフェーズに強力な情報を提供しています。
ITマネジメントの主な焦点は、テクノロジーによって可能になる価値の創造です。これには、テクノロジーとビジネス戦略の調整が必要です。組織の価値創造には、内部環境と外部環境の間の関係のネットワークが含まれますが、テクノロジーは、組織の全体的なバリューチェーンを改善する上で重要な役割を果たします。ただし、この増加には、ビジネスとテクノロジーの管理が、純粋に機械的な制御範囲ではなく、創造的で。 相乗的で協調的なチームとして機能する必要があります。
歴史的に、1セットのリソースは、1つの特定のコンピューティングテクノロジー、ビジネスアプリケーション、または基幹業務専用であり、サイロのような方法で管理されていた。 これらのリソースは、単一の要件とプロセスのセットをサポートしており、実際の需要に対応するために簡単に最適化/再構成はできなかった。 これにより、テクノロジープロバイダーは、サーバー、ストレージ、ネットワーキング、セキュリティ、管理、および設備を統合する統合インフラストラクチャ環境を使用して、製品中心のインフラストラクチャと管理製品を構築および補完するようになった 。 このタイプの効率化・統合・自動化された管理環境を持つことで、企業はアプリケーションをより迅速に稼働させ、管理と保守を簡素化し、ITがITリソース（サーバー、ストレージ、ネットワークなど）をより迅速に調整して予測できない事業要求に対応できるようにする。 

## ITインフラストラクチャ
ITインフラストラクチャという用語は、ITサービスを開発、テスト、提供、監視、制御、またはサポートするために必要な情報技術の組み合わせとして、 ITILv3と呼ばれる標準で示されている。

## ITマネジメントの分野
以下の概念は、一般的にITマネジメントという広い用語の範疇である。 
- ビジネス/ITの連携
- ITガバナンス
- IT財務管理
- ITサービスマネジメント
- ソーシング
- IT構成管理

## ITマネージャー
ITマネージャーはプロジェクトマネージャーと多くの共通点があるが、主な違いが1つある。ITマネージャーはITサービスの継続的なプログラムに責任と責任を負うが、プロジェクトマネージャーの責任と説明責任はどちらも明確な開始日と終了日のあるプロジェクトに限定される。 
ほとんどのITマネジメントプログラムは、新しい情報通信技術と収束する情報通信技術の計画、設計、選択、実装、使用、および管理を効果的に管理できる管理者を教育および開発するように設計されています。プログラムのカリキュラムは、組織の戦略的目標をサポートするために、人、情報通信技術、およびビジネスプロセスを効果的に統合するために必要な技術的知識と管理知識およびスキルを学生に提供します。 
カリキュラムの卒業生ができること：
1. ITマネジメントで使用される重要な用語、事実、概念、原則、分析手法、および理論を説明できる。
2. 複雑な事実の状況を分析するときに、ITマネジメントに重要な用語、事実、概念、原則、分析手法、および理論を適用できる。
3. 複雑な状況でITマネジメントの多面的な問題に対するソリューションを開発するときに、ITマネジメントの重要な事実、概念、原則、および理論を統合（または統合）できる[17]。

ITマネジメントの重要性は、データの管理を理解することです。 IT管理者が克服しなければならない困難もあります。データの量は増加しており、ほとんどのデータはさまざまな部門によって収集され、組織間で分離されています。これは、同じ方法または手順を使用していない可能性があることを意味します。データのセキュリティ、品質、および整合性は、情報を受け取る上で最も情報提供者です。ソースは、取得したソースにも影響を与えます。それらは内部または外部の場合があります。情報構造が相互に適切に転送されない場合、データの信頼性が低下する可能性があります。 ITマネジメントで理解する重要な部分は、データガバナンスです。これは、組織全体または企業全体の情報を管理するためのアプローチです。多くの人は、マスターデータ管理についても知る必要があります。これは、企業のすべてのプロセスとビジネスにまたがるプロセスです。構造がなければ、あなたの会社は適切に機能することができません。これらのプロセスをデータベースに適用して、他の部門のシステムと通信し、正確な通信を開発し、特定のデータの問題について組織に説明責任を負わせることがあなたの仕事です。あなたのデザインとプログラムは、ビジネス全体でデザインと技術的な知識を増やすのに役立ちます。

## ITマネジメントのデメリット
テクノロジーは、以前は人間の従業員によって実行されていた日常のタスクを改善し、現在はコンピューターシステムによって実行されています。人間の受付係に取って代わる電話応答システムは、そのような代替の一例です。ただし、多くの場合、これらの変更は問題とメリットにつながる可能性があることを理解することが重要です。クライアントとの個人的なコミュニケーションの喪失、セキュリティの問題などは、企業価値に大きな影響を与える可能性があります。このような側面は、ITマネジメントを成功させるために、すべての決定と実装の前、最中、および後に考慮する必要があります。
情報技術システムはビジネスをより速いペースで行うことを可能にしますが、その速いペースには欠点がないわけではありません。情報技術システムは、セキュリティ違反に対して非常に脆弱です。ほとんどの場合、情報技術システムは、インターネットを介してアクセスできる場合に最も脆弱です。セキュリティ違反を防ぐための特定の対策が講じられていない場合、権限のない個人が機密データにアクセスする可能性があります。情報は、変更されたり、永久に破壊されたり、不快な目的で使用されたりする可能性があります。さらに、機密情報が漏洩すると、企業は金銭を失う可能性があり、潜在的な顧客から見た評判を永久に損なう可能性があります。

## ITマネジメントの欠陥のケース
ターゲットコーポレーション、2013年
Targetのセキュリティおよび支払いシステムは、Targetの顧客の情報を盗む目的でマルウェアをインストールしたハッカーによって侵入されました。このマルウェアは、「4000万のクレジットカード番号と7000万の住所、電話番号、その他の個人情報」を標的にしました。これが発生する約6か月前に、Targetは160万ドルを投資して、FireEye製のマルウェア検出ツールをインストールしました。FireEyeのセキュリティ製品はCIAでも使用されています。これはかなり信頼できるソフトウェアであり、マルウェアを発見しましたが、Targetのセキュリティ部門ではどのレベルでも停止されませんでした。マルウェアは、必要なすべての情報を正常に取得しました。アラートに対するターゲットの無反応により、米国の消費者の3人に1人の機密情報が漏洩しました。 